# Torre Caligo

Überreste der Torre Caligo

Die Torre del Caligo, auch Torre del Caìgo, ist der Überrest eines frühmittelalterlichen Turmes am Nordrand der Lagune von Venedig, der von den Venezianern westlich von Jesolo erbaut wurde (heute an der Via Drago Jesolo).
Die Reste der Anlage liegen am Ufer des bereits im 17. Jahrhundert zugeschütteten Caligo-Kanals, der in den Fluss Sile einmündete. Heute nur noch ein Graben, stellt der einstige Kanal nur mehr die Grenze zwischen den Gemeinden Jesolo und Musile dar. Er war zwischen drei und vier Metern breit. Durch die Umleitung des Piave war das Land jenseits des Kanals versumpft, die Wälder nicht mehr nutzbar. Damit war der Kanal, der die Lagune von Jesolo mit dem Piave ab 1443/44 verbunden hatte, überflüssig geworden.
Gemeinsam mit einem weiteren Turm auf der anderen Seite des Kanals bildete die Torre Caligo ausweislich einer Karte des 18. Jahrhunderts eine Kontrollstelle. Bis zum 16. Jahrhundert wurden beide gemeinsam als „Turris de Plave“ bezeichnet. Dieses Turmsystem diente der Kontrolle und Überwachung des nördlichen Randes der Lagune, und damit der weiträumigen Verbindung zwischen Ravenna, Chioggia und Caorle. Diese Verbindung verlief teilweise parallel zur Via Annia, einer Römerstraße, die in den Quellen als „fossa Popilliola“ erscheint.
Der Turm gehörte zu einer vormaligen Festungsanlage einer mittelalterlichen Siedlung. Teilweise wurden der Turm und die Festung auf den vorher bestehenden Bauwerken aus der Zeit des Römischen Reiches errichtet und bezogen ältere antike Überreste mit ein. Der Turm wurde im Mittelalter von der Republik Venedig als Maut- und Zollstelle genutzt, wie zur Kontrolle der Einfuhr von Holz. Einer lokalen Legende zufolge soll der hl. Romuald († 1027) hier ein Kloster errichtet haben. Innerhalb des Turmes fanden sich Kreuze, ein Tabernakel, vielleicht der Rest eines kleinen Altars, die auf die entsprechende Nutzung in der jüngsten Geschichte hinweisen.
In südwestlicher Richtung stand an der Mündung des Lio Maggiore ein ähnlicher Turm und ebenfalls in der Nähe bis zum 16. Jahrhundert eine ganze Reihe anderer ähnlicher Bauwerke entlang des Canale Revedoli, die allesamt nicht mehr erhalten sind. Sie tauchen in den Quellen unter Namen wie „torre da Fine“ oder „tor de Rodevol“ auf. In unmittelbarer Umgebung des Turmes entstanden später einige Sakralbauten.
Der Turm blieb seit dem Ende des Mittelalters ungenutzt und verfiel zunehmend. Noch zu Anfang des 17. Jahrhunderts überquerte eine Brücke den Kanal. 1713 war auf einer Karte der Region die Anlage noch als intaktes Bauwerk eingetragen. In der Folge wurden die Steine und Mauerwerkreste abgetragen und als Baumaterial verwendet. Heute ist lediglich eine Ruine erhalten. Um 1930 entstand dort eine Versorgungsleitung für Trinkwasser, womit Jesolo nicht mehr auf das salzhaltige Wasser des Piave angewiesen war.
Die Überreste der Anlage wurden als archäologische Stätte nach der italienischen Denkmalschutz-Verordnung 42/2004 geschützt.